# Karya Tani
Karya Tani is een bestuurslaag in het regentschap Indragiri Hilir van de provincie Riau, Indonesië. Karya Tani telt 1278 inwoners (volkstelling 2010).